# Efapel Cycling
A Efapel Cycling é uma equipa profissional de ciclismo portuguesa, sediada em Árvore (Vila do Conde), criada em 2022.

## Ciclistas
Para a temporada 2023, a Efapel conta com o seguinte plantel:
- Tiago Antunes, 26 anos
- Henrique Casimiro, 37 anos
- Emanuel Duarte, 26 anos
- Gaspar Gonçalves, 27 anos
- Aleksandr Grigorev, 31 anos[a]
- Francisco Guerreiro, 22 anos
- Pedro Pinto, 22 anos
- Joaquim Silva, 31 anos
- Rafael Silva, 32 anos
- André Soares, 24 anos
- Keegan Swirbul, 27 anos[4]